# طاشقلعه (سنجك)
طاشقلعه (بالكردية: Tixinkar‏) (بالتركية: Taşkale)‏ هي قرية كرديّة رشوانيّة تتبع إداريّاً لمديرية سنجك في محافظة أديامان التركية، بلغ عدد سكانها 225 نسمة في عام 2021 ويتبعها نجوع داملي واكينجي وقليملي وصاغلام.